# کورت بهرنز

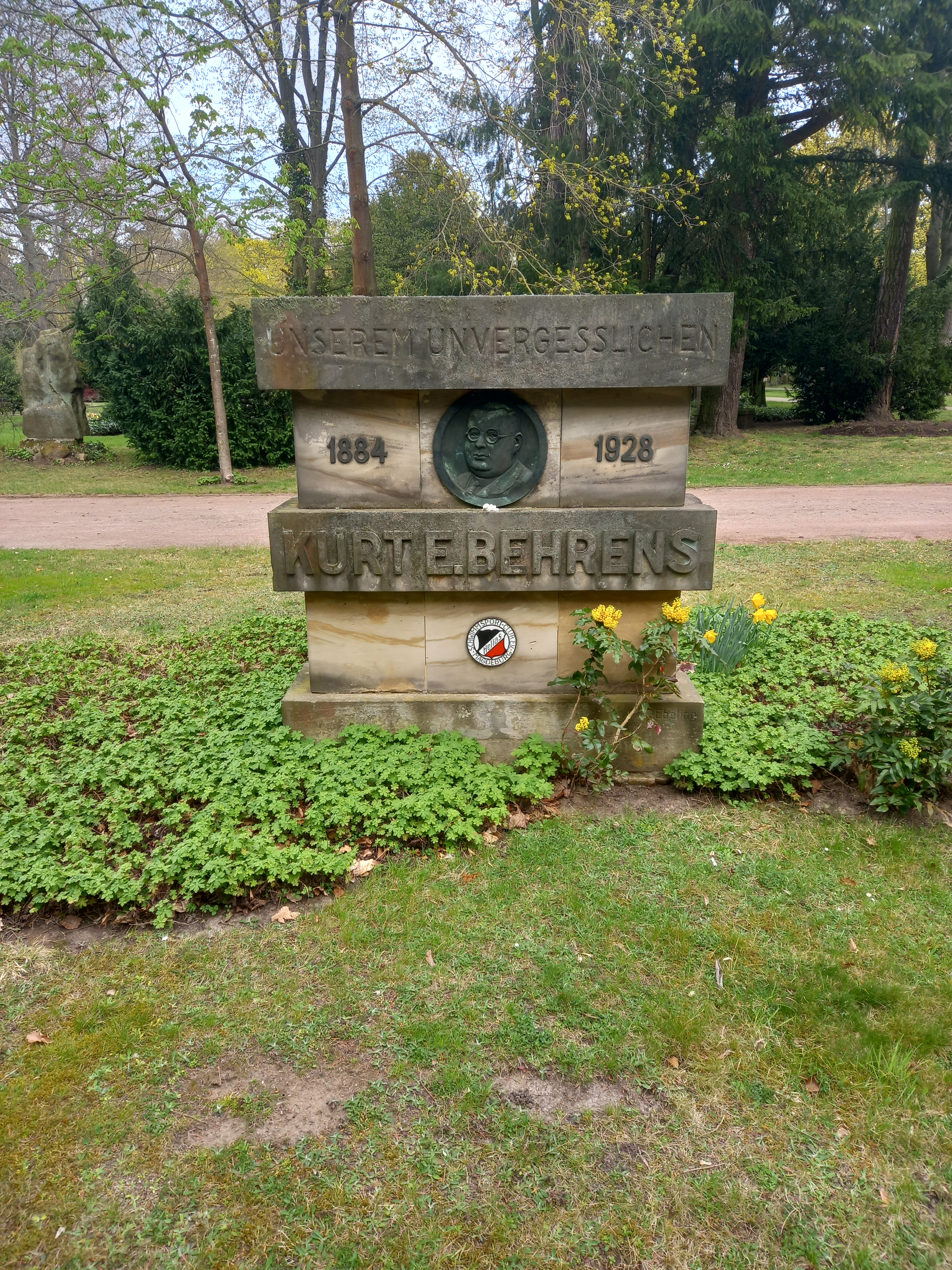
نمایی از سنگ‌مزار کورت بهرنز

کورت بهرنز (آلمانی: Kurt Behrens; ۲۶ نوامبر ۱۸۸۴ – ۵ فوریهٔ ۱۹۲۸) شیرجه‌رو اهل آلمان بود.